# Vila vid denna källa (musikalbum)
Vila vid denna källa är ett studioalbum av vissångaren Fred Åkerström, utgivet i april 1977 på skivbolaget Metronome. På albumet tolkar Åkerström Carl Michael Bellmans Fredmans epistlar.
Första sidans visor spelas av Trio CMB (Fred Åkerström, sång och gitarr, Karin Öhman, flöjt och Per Blendulf, cello), och andra sidan består av orkestertolkningar med cellospel av Peter Schuback. Alla arrangemang är av Georg Riedel. Albumet producerades av Hans Englund och spelades in i Metronomes studio i Stockholm under januari och mars 1977 med Lasse Holmberg som tekniker. Fotografierna togs av Torbjörn Calvero och på omslaget finns en illustration av Johan Tobias Sergel.

## Innehåll
Sida 1
1. "Käraste bröder, systrar och vänner" (ep. 9)
2. "Vila vid denna källa" (ep. 82)
3. "Fader Movitz, bror" (ep. 67)
4. "Värm mer öl och bröd" (ep. 43)
5. "Tjänare, Mollberg, hur är det fatt?" (ep. 45)

Sida 2
1. "Stolta stad" (ep. 33)
2. "Movitz helt allena" (ep. 44)
3. "Se Movitz, vi står du och gråter" (ep. 31)
4. "Gubben är gammal, urverket dras" (ep. 27)

## Listplaceringar
| Lista (1977) | Topplacering |
| ------------ | ------------ |
| Sverige      | 15           |